# Seznam vítězů Tour de France
Toto je seznam celkových vítězů Tour de France v chronologickém pořadí, kteří se umístili v daném ročníku na prvních třech místech.

## Seznam celkových vítězů Tour de France (žlutý trikot)

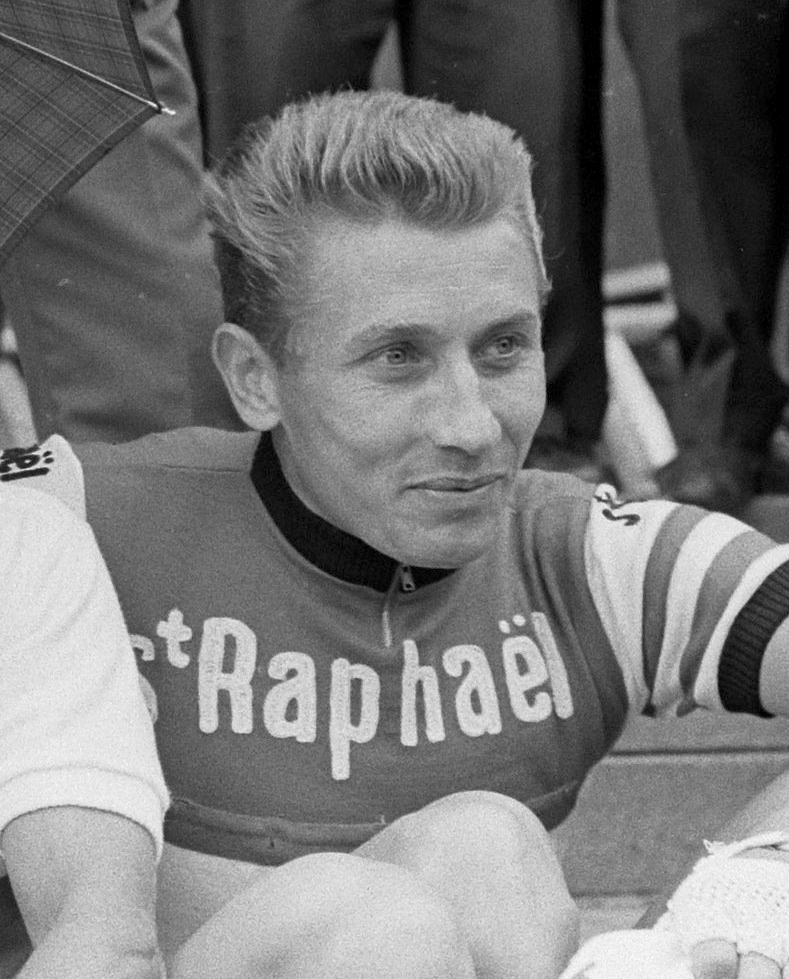
Jacques Anquetil Francie - 5× vítěz.
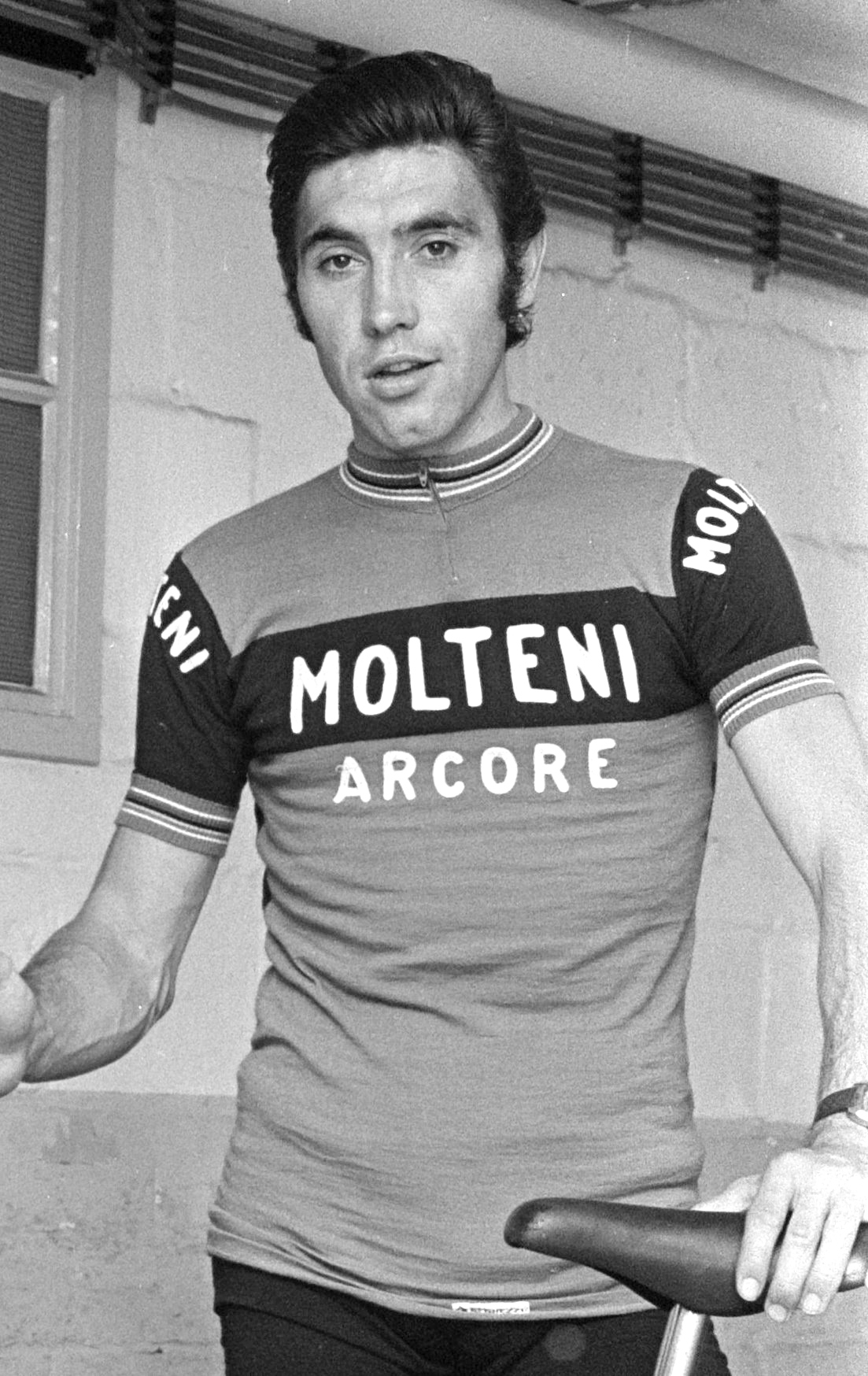
Eddy Merckx Belgie - 5× vítěz.
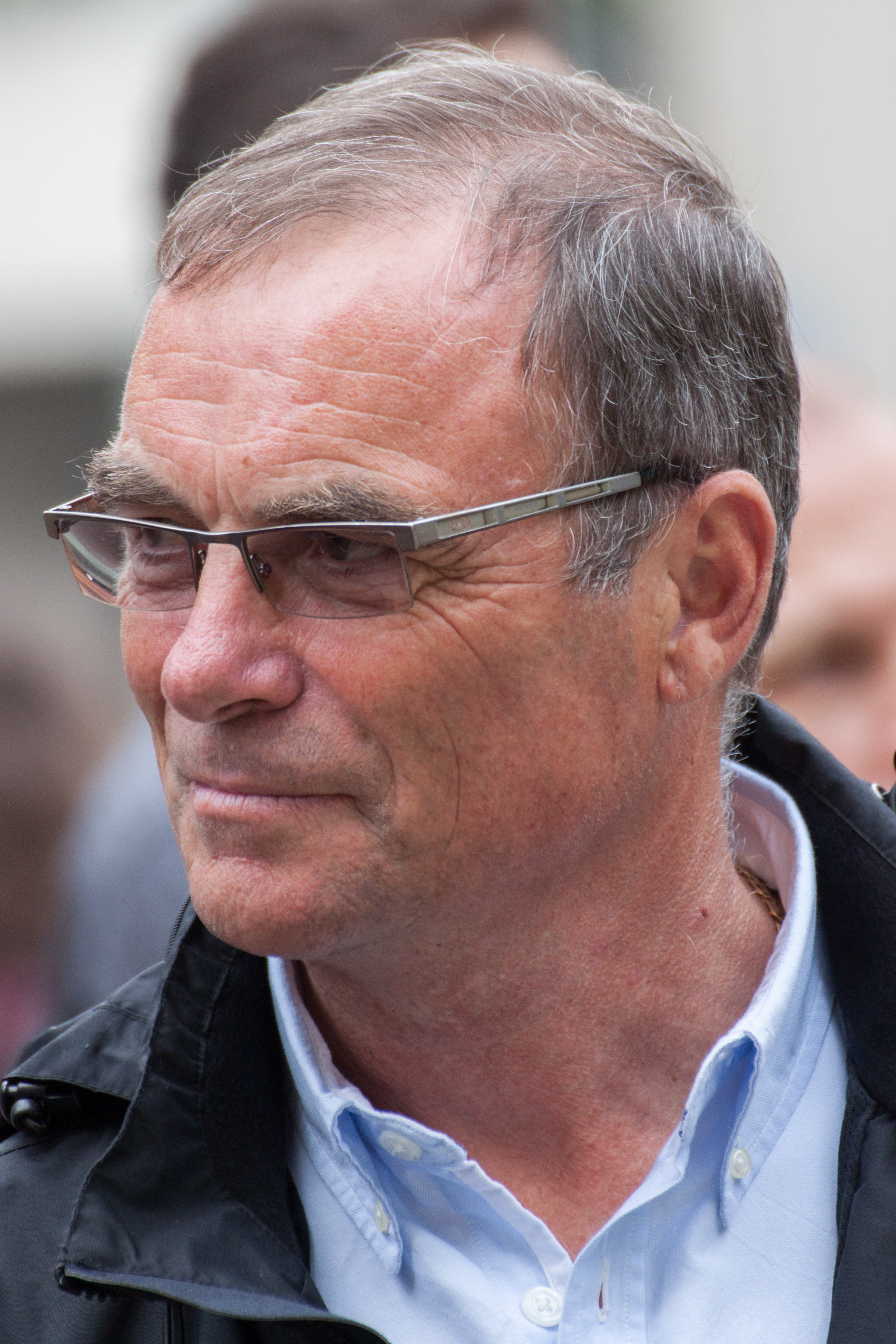
Bernard Hinault Francie - 5× vítěz.
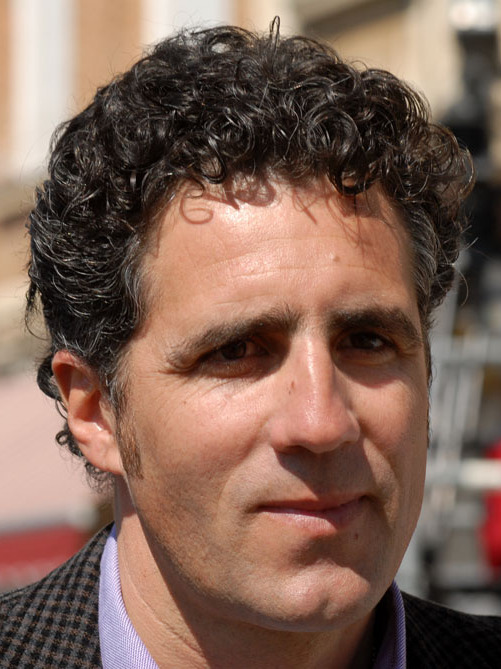
Miguel Indurain Španělsko - 5× vítěz.
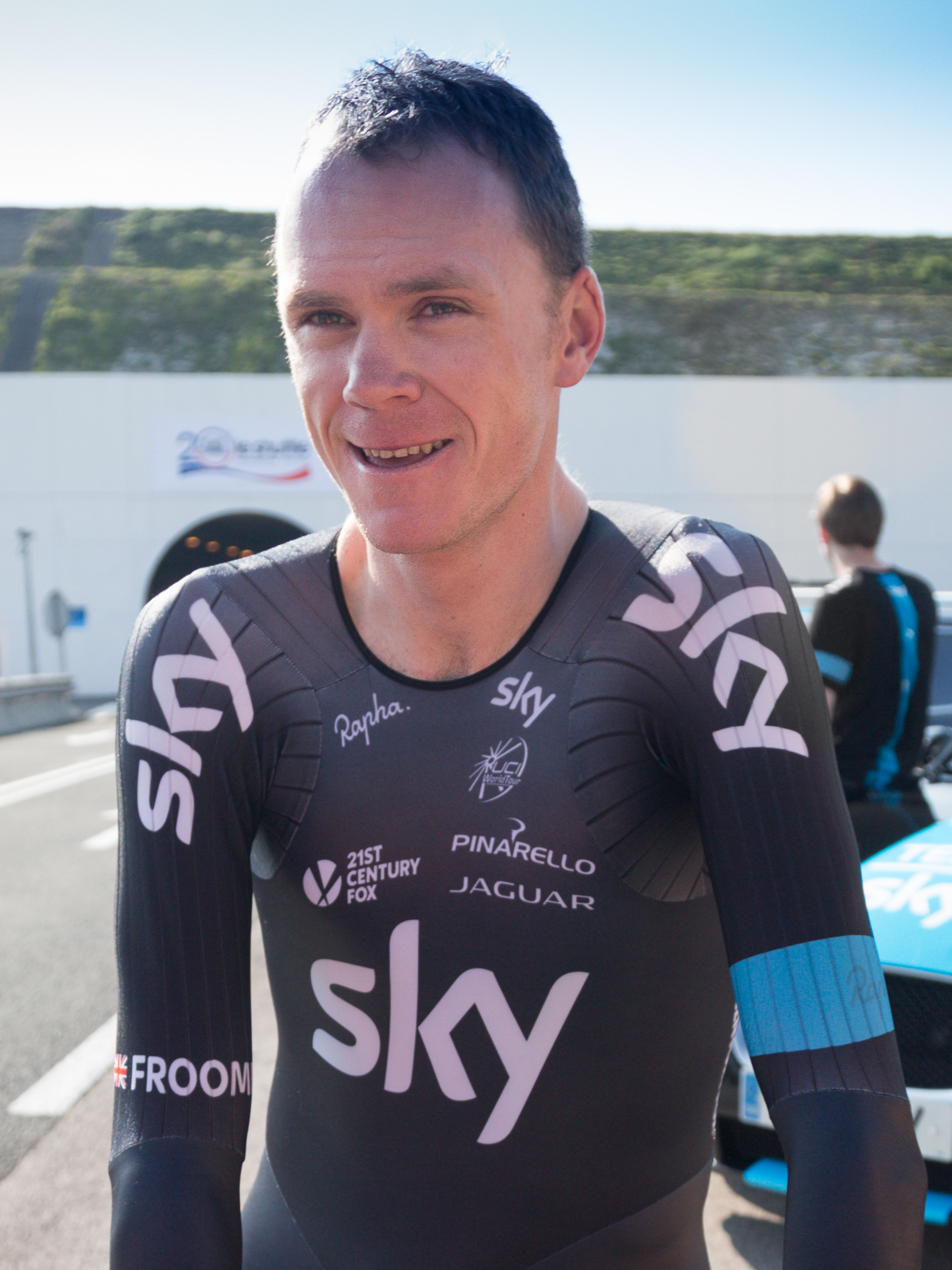
Chris Froome Spojené království - 4× vítěz.
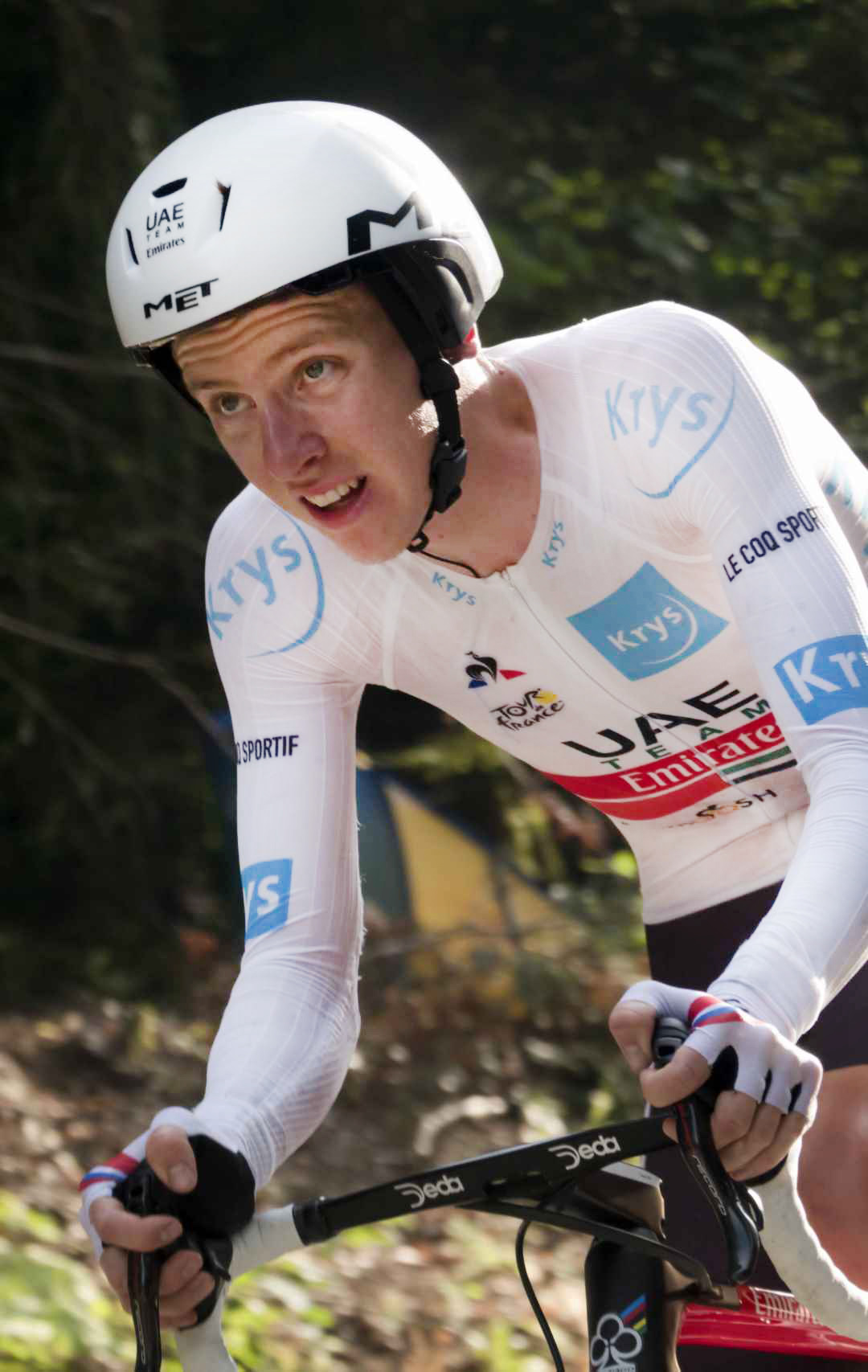
Tadej Pogačar Slovinsko - 4× vítěz.
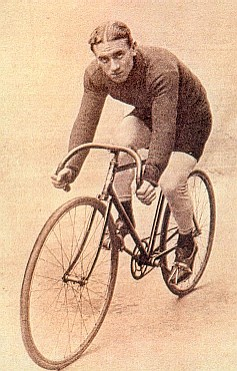
Philippe Thys Belgie - 3× vítěz.
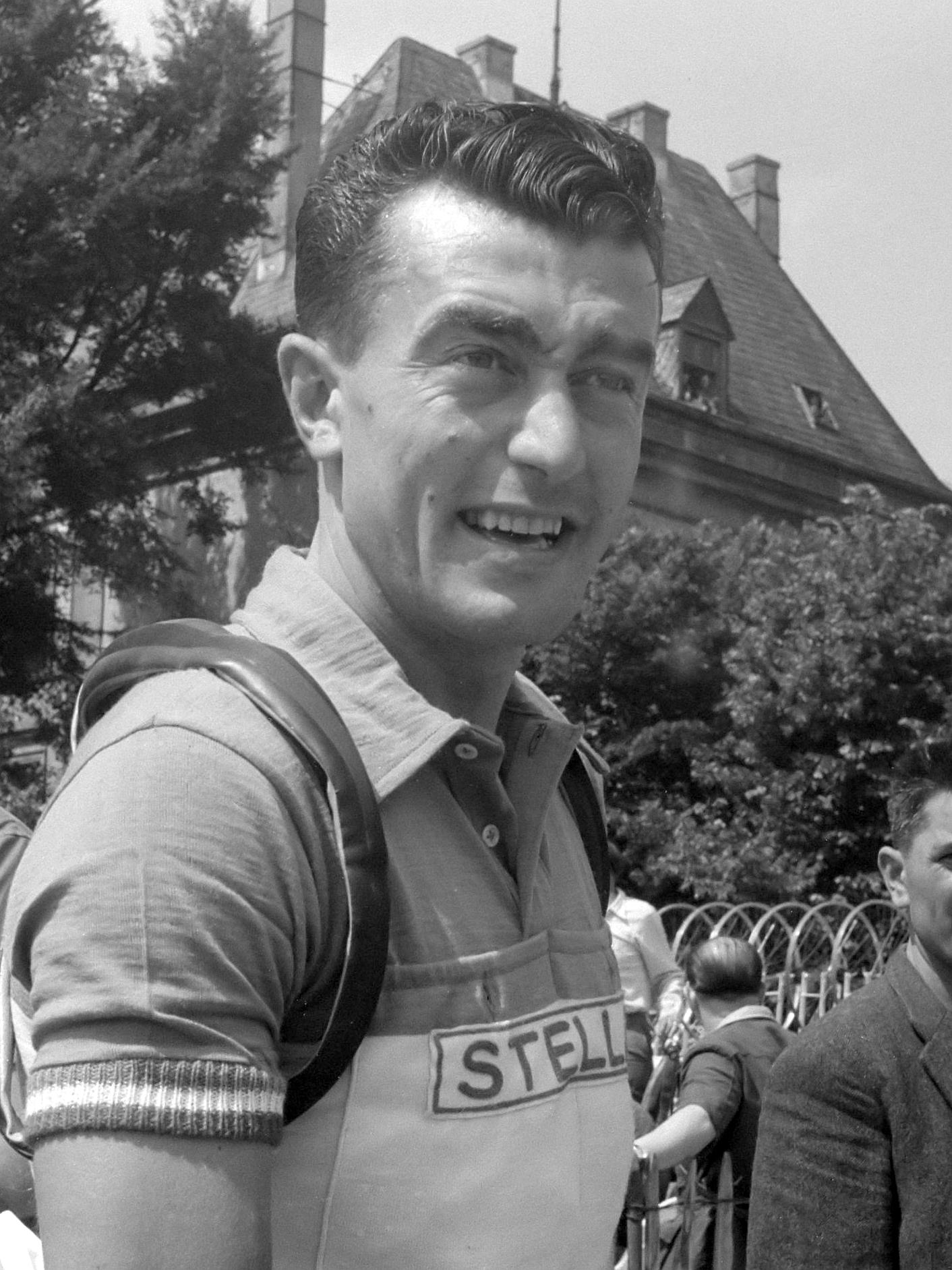
Louison Bobet Francie - 3× vítěz.
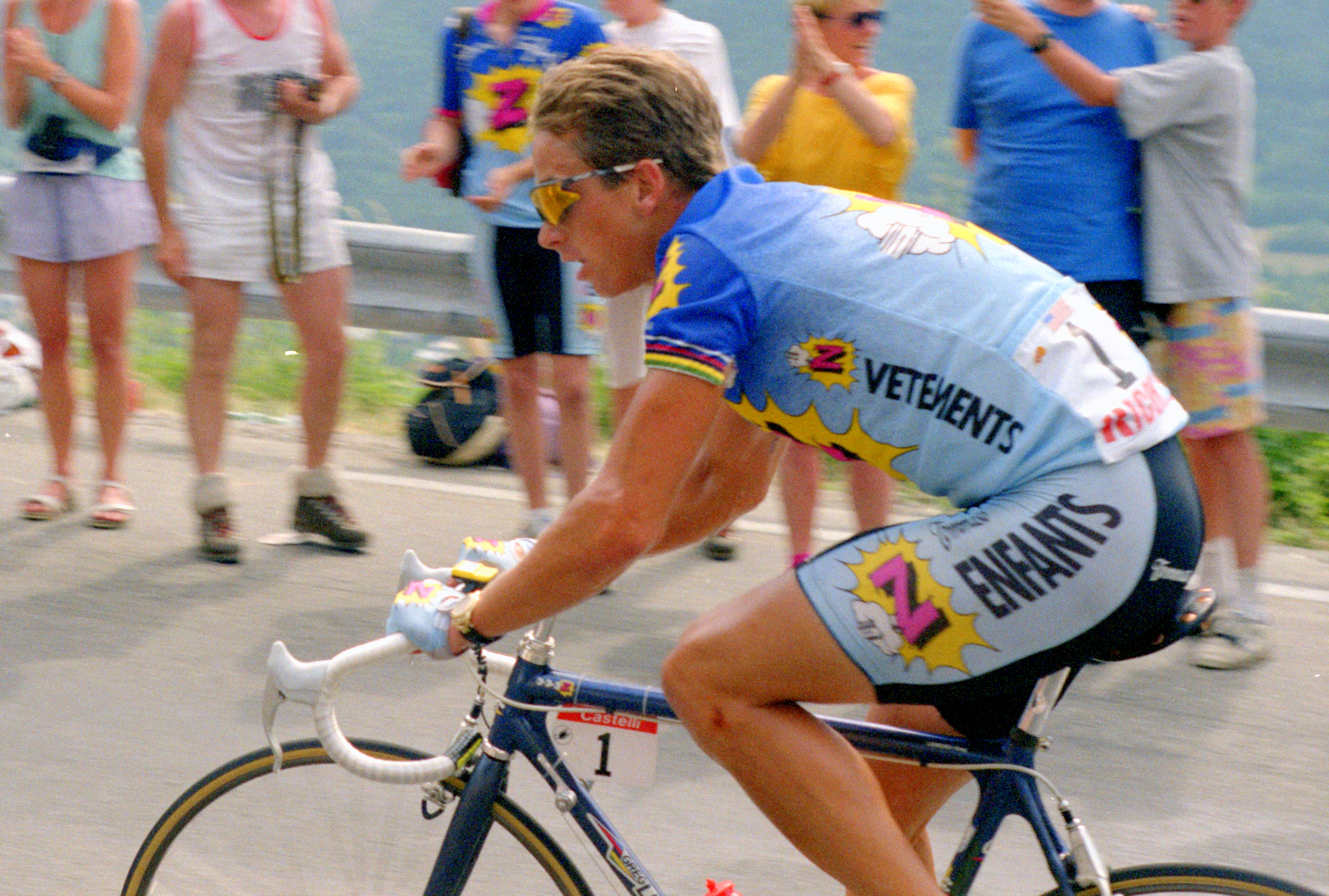
Greg LeMond USA - 3× vítěz.

| Ročník                               | Rok  | Počet etap | Počet km | Průměrná rychlost | Vítěz                 | Stát               | 2. místo                 | Stát               | 3. místo                 | Stát               |
| ------------------------------------ | ---- | ---------- | -------- | ----------------- | --------------------- | ------------------ | ------------------------ | ------------------ | ------------------------ | ------------------ |
| 01                                   | 1903 | 6          | 2 428    | 25.679            | Maurice Garin         | Francie            | Lucien Pothier           | Francie            | Fernand Augereau         | Francie            |
| 02                                   | 1904 | 6          | 2 428    | 25.265            | Henri Cornet          | Francie            | Jean-Baptiste Dortignacq | Francie            | Alois Catteau            | Belgie             |
| 03                                   | 1905 | 11         | 2 994    | 27.107            | Louis Trousselier     | Francie            | Hyppolite Aucouturier    | Francie            | Jean-Baptiste Dortignacq | Francie            |
| 04                                   | 1906 | 13         | 4 637    | 24.463            | René Pottier          | Francie            | Georges Passerieu        | Francie            | Louis Trousselier        | Francie            |
| 05                                   | 1907 | 14         | 4 488    | 28.470            | Lucien Petit-Breton   | Francie            | Gustave Garrigou         | Francie            | Emile Georget            | Francie            |
| 06                                   | 1908 | 14         | 4 488    | 28.740            | Lucien Petit-Breton   | Francie            | François Faber           | Lucembursko        | Georges Passerieu        | Francie            |
| 07                                   | 1909 | 14         | 4 497    | 28.658            | François Faber        | Lucembursko        | Gustave Garrigou         | Francie            | Jean Alavoine            | Francie            |
| 08                                   | 1910 | 15         | 4 734    | 29.099            | Octave Lapize         | Francie            | François Faber           | Lucembursko        | Gustave Garrigou         | Francie            |
| 09                                   | 1911 | 15         | 5 343    | 27.322            | Gustave Garrigou      | Francie            | Paul Duboc               | Francie            | Emile Georget            | Francie            |
| 10                                   | 1912 | 15         | 5 289    | 27.763            | Odile Defraye         | Belgie             | Eugene Christophe        | Francie            | Gustave Garrigou         | Francie            |
| 11                                   | 1913 | 15         | 5 287    | 26.715            | Philippe Thys         | Belgie             | Gustave Garrigou         | Francie            | Marcel Buysse            | Belgie             |
| 12                                   | 1914 | 15         | 5 380    | 26.835            | Philippe Thys         | Belgie             | Henri Pélissier          | Francie            | Jean Alavoine            | Francie            |
| V letech 1915–1918 se závod nekonal. |      |            |          |                   |                       |                    |                          |                    |                          |                    |
| 13                                   | 1919 | 15         | 5 560    | 24.056            | Firmin Lambot         | Belgie             | Jean Alavoine            | Francie            | Eugene Christophe        | Francie            |
| 14                                   | 1920 | 15         | 5 503    | 24.072            | Philippe Thys         | Belgie             | Hector Heusghem          | Belgie             | Firmin Lambot            | Belgie             |
| 15                                   | 1921 | 15         | 5 485    | 24.724            | Léon Scieur           | Belgie             | Hector Heusghem          | Belgie             | Honoré Barthelemy        | Francie            |
| 16                                   | 1922 | 15         | 5 375    | 24.196            | Firmin Lambot         | Belgie             | Jean Alavoine            | Francie            | Félix Seller             | Belgie             |
| 17                                   | 1923 | 15         | 5 386    | 24.233            | Henri Pélissier       | Francie            | Ottavio Bottecchia       | Itálie             | Romain Bellenger         | Francie            |
| 18                                   | 1924 | 15         | 5 425    | 24.250            | Ottavio Bottecchia    | Itálie             | Nicolas Frantz           | Lucembursko        | Lucien Buysse            | Belgie             |
| 19                                   | 1925 | 18         | 5 440    | 24.820            | Ottavio Bottecchia    | Itálie             | Lucien Buysse            | Belgie             | Bartolomeo Aimo          | Itálie             |
| 20                                   | 1926 | 17         | 5 745    | 24.273            | Lucien Buysse         | Belgie             | Nicolas Frantz           | Lucembursko        | Bartolomeo Aimo          | Itálie             |
| 21                                   | 1927 | 24         | 5 398    | 27,224            | Nicolas Frantz        | Lucembursko        | Maurice Dewaele          | Belgie             | Lucien Vervaecke         | Belgie             |
| 22                                   | 1928 | 22         | 5 476    | 28.400            | Nicolas Frantz        | Lucembursko        | André Leducq             | Francie            | Maurice Dewaele          | Belgie             |
| 23                                   | 1929 | 22         | 5 286    | 28.319            | Maurice Dewaele       | Belgie             | Giuseppe Pancera         | Itálie             | Jef Demuysere            | Belgie             |
| 24                                   | 1930 | 21         | 4 822    | 28.000            | André Leducq          | Francie            | Learco Guerra            | Itálie             | Antonin Magne            | Francie            |
| 25                                   | 1931 | 24         | 5 091    | 28.735            | Antonin Magne         | Francie            | Jef Demuysere            | Belgie             | Antonio Pesenti          | Itálie             |
| 26                                   | 1932 | 21         | 4 479    | 29.047            | André Leducq          | Francie            | Kurt Stoepel             | Německo            | Francesco Camusso        | Itálie             |
| 27                                   | 1933 | 23         | 4 395    | 29.818            | Georges Speicher      | Francie            | Learco Guerra            | Itálie             | Giuseppe Martano         | Itálie             |
| 28                                   | 1934 | 23         | 4 470    | 30.360            | Antonin Magne         | Francie            | Giuseppe Martano         | Itálie             | Roger Lapébie            | Francie            |
| 29                                   | 1935 | 21         | 4 338    | 30.650            | Romain Maes           | Belgie             | Ambrogio Morelli         | Itálie             | Félicien Vervaecke       | Belgie             |
| 30                                   | 1936 | 21         | 4 442    | 31.108            | Sylvère Maes          | Belgie             | Antonin Magne            | Francie            | Félicien Vervaecke       | Belgie             |
| 31                                   | 1937 | 20         | 4 415    | 31.768            | Roger Lapébie         | Francie            | Mario Vicini             | Itálie             | Leo Amberg               | Švýcarsko          |
| 32                                   | 1938 | 21         | 4 694    | 31.565            | Gino Bartali          | Itálie             | Félicien Vervaecke       | Belgie             | Victor Cosson            | Francie            |
| 33                                   | 1939 | 18         | 4 224    | 31.986            | Sylvère Maes          | Belgie             | René Vietto              | Francie            | Lucien Vlaemynck         | Belgie             |
| V letech 1940–1946 se závod nekonal. |      |            |          |                   |                       |                    |                          |                    |                          |                    |
| 34                                   | 1947 | 21         | 4 642    | 31.412            | Jean Robic            | Francie            | Edouard Fachleitner      | Francie            | Pierre Brambilla         | Itálie             |
| 35                                   | 1948 | 21         | 4 922    | 33.442            | Gino Bartali          | Itálie             | Brik Schotte             | Belgie             | Guy Lapebie              | Francie            |
| 36                                   | 1949 | 21         | 4 808    | 32.121            | Fausto Coppi          | Itálie             | Gino Bartali             | Itálie             | Jacques Marinelli        | Francie            |
| 37                                   | 1950 | 22         | 4 773    | 32.778            | Ferdinand Kübler      | Švýcarsko          | Stan Ockers              | Belgie             | Louison Bobet            | Francie            |
| 38                                   | 1951 | 24         | 4 690    | 32.949            | Hugo Koblet           | Švýcarsko          | Raphaël Geminiani        | Francie            | Lucien Lazarides         | Francie            |
| 39                                   | 1952 | 23         | 4 898    | 32.233            | Fausto Coppi          | Itálie             | Stan Ockers              | Belgie             | Bernardo Ruiz            | Španělsko          |
| 40                                   | 1953 | 22         | 4 476    | 34.593            | Louison Bobet         | Francie            | Jean Mallejac            | Francie            | Giancarlo Astrua         | Itálie             |
| 41                                   | 1954 | 23         | 4 656    | 33.229            | Louison Bobet         | Francie            | Ferdinand Kübler         | Švýcarsko          | Fritz Schär              | Švýcarsko          |
| 42                                   | 1955 | 22         | 4 495    | 34.446            | Louison Bobet         | Francie            | Jean Brankart            | Belgie             | Charly Gaul              | Lucembursko        |
| 43                                   | 1956 | 22         | 4 498    | 36.268            | Roger Walkowiak       | Francie            | Gilbert Bauvin           | Francie            | Jan Adriaensens          | Belgie             |
| 44                                   | 1957 | 22         | 4 669    | 34.520            | Jacques Anquetil      | Francie            | Marcel Janssens          | Belgie             | Adolf Christian          | Rakousko           |
| 45                                   | 1958 | 24         | 4 319    | 36.919            | Charly Gaul           | Lucembursko        | Vito Favero              | Itálie             | Raphaël Geminiani        | Francie            |
| 46                                   | 1959 | 22         | 4 358    | 35.474            | Federico Bahamontes   | Španělsko          | Henry Anglade            | Francie            | Jacques Anquetil         | Francie            |
| 47                                   | 1960 | 21         | 4 173    | 37.210            | Gastone Nencini       | Itálie             | Graziano Battistini      | Itálie             | Jan Adriaensens          | Belgie             |
| 48                                   | 1961 | 21         | 4 397    | 36.033            | Jacques Anquetil      | Francie            | Guido Carlesi            | Itálie             | Charly Gaul              | Lucembursko        |
| 49                                   | 1962 | 22         | 4 274    | 37.317            | Jacques Anquetil      | Francie            | Josef Planckaert         | Belgie             | Raymond Poulidor         | Francie            |
| 50                                   | 1963 | 21         | 4 138    | 37.092            | Jacques Anquetil      | Francie            | Federico Bahamontes      | Španělsko          | José Perez-Frances       | Španělsko          |
| 51                                   | 1964 | 22         | 4 504    | 35.419            | Jacques Anquetil      | Francie            | Raymond Poulidor         | Francie            | Federico Bahamontes      | Španělsko          |
| 52                                   | 1965 | 22         | 4 188    | 35.886            | Felice Gimondi        | Itálie             | Raymond Poulidor         | Francie            | Gianni Motta             | Itálie             |
| 53                                   | 1966 | 22         | 4 329    | 36.760            | Lucien Aimar          | Francie            | Jan Janssen              | Nizozemsko         | Raymond Poulidor         | Francie            |
| 54                                   | 1967 | 22         | 4 779    | 34.756            | Roger Pingeon         | Francie            | Julio Jiménez            | Španělsko          | Franco Balmamion         | Itálie             |
| 55                                   | 1968 | 22         | 4 492    | 33.556            | Jan Janssen           | Nizozemsko         | Herman Van Springel      | Belgie             | Ferdinand Bracke         | Belgie             |
| 56                                   | 1969 | 22         | 4 117    | 35.409            | Eddy Merckx           | Belgie             | Roger Pingeon            | Francie            | Raymond Poulidor         | Francie            |
| 57                                   | 1970 | 23         | 4 254    | 35.589            | Eddy Merckx           | Belgie             | Joop Zoetemelk           | Nizozemsko         | Gösta Pettersson         | Švédsko            |
| 58                                   | 1971 | 20         | 3 608    | 38.084            | Eddy Merckx           | Belgie             | Joop Zoetemelk           | Nizozemsko         | Lucien Van Impe          | Belgie             |
| 59                                   | 1972 | 20         | 3 846    | 35.514            | Eddy Merckx           | Belgie             | Felice Gimondi           | Itálie             | Raymond Poulidor         | Francie            |
| 60                                   | 1973 | 20         | 4 090    | 33.407            | Luis Ocaña            | Španělsko          | Bernard Thévenet         | Francie            | José Manuel Fuente       | Španělsko          |
| 61                                   | 1974 | 22         | 4 098    | 35.241            | Eddy Merckx           | Belgie             | Raymond Poulidor         | Francie            | Vicente Lopez-Carril     | Španělsko          |
| 62                                   | 1975 | 22         | 4 000    | 34.906            | Bernard Thévenet      | Francie            | Eddy Merckx              | Belgie             | Lucien Van Impe          | Belgie             |
| 63                                   | 1976 | 22         | 4 017    | 34.518            | Lucien Van Impe       | Belgie             | Joop Zoetemelk           | Nizozemsko         | Raymond Poulidor         | Francie            |
| 64                                   | 1977 | 22         | 4 096    | 35.419            | Bernard Thévenet      | Francie            | Hennie Kuiper            | Nizozemsko         | Lucien Van Impe          | Belgie             |
| 65                                   | 1978 | 22         | 3 908    | 36.084            | Bernard Hinault       | Francie            | Joop Zoetemelk           | Nizozemsko         | Joaquim Agostinho        | Portugalsko        |
| 66                                   | 1979 | 24         | 3 765    | 36.513            | Bernard Hinault       | Francie            | Joop Zoetemelk           | Nizozemsko         | Joaquim Agostinho        | Portugalsko        |
| 67                                   | 1980 | 22         | 3 842    | 35.144            | Joop Zoetemelk        | Nizozemsko         | Hennie Kuiper            | Nizozemsko         | Raymond Martin           | Francie            |
| 68                                   | 1981 | 22         | 3 753    | 38.960            | Bernard Hinault       | Francie            | Lucien Van Impe          | Belgie             | Robert Alban             | Francie            |
| 69                                   | 1982 | 21         | 3 507    | 38.059            | Bernard Hinault       | Francie            | Joop Zoetemelk           | Nizozemsko         | Johan Van der Velde      | Nizozemsko         |
| 70                                   | 1983 | 22         | 3 809    | 36.230            | Laurent Fignon        | Francie            | Angel Arroyo             | Španělsko          | Peter Winnen             | Nizozemsko         |
| 71                                   | 1984 | 23         | 4 021    | 35.882            | Laurent Fignon        | Francie            | Bernard Hinault          | Francie            | Greg LeMond              | USA                |
| 72                                   | 1985 | 22         | 4 109    | 36.232            | Bernard Hinault       | Francie            | Greg LeMond              | USA                | Stephen Roche            | Irsko              |
| 73                                   | 1986 | 23         | 4 094    | 37.020            | Greg LeMond           | USA                | Bernard Hinault          | Francie            | Urs Zimmermann           | Švýcarsko          |
| 74                                   | 1987 | 25         | 4 231    | 36.645            | Stephen Roche         | Irsko              | Pedro Delgado            | Španělsko          | Jean-François Bernard    | Francie            |
| 75                                   | 1988 | 22         | 3 286    | 38.909            | Pedro Delgado         | Španělsko          | Steven Rooks             | Nizozemsko         | Fabio Parra              | Kolumbie           |
| 76                                   | 1989 | 21         | 3 285    | 37.487            | Greg LeMond           | USA                | Laurent Fignon           | Francie            | Pedro Delgado            | Španělsko          |
| 77                                   | 1990 | 21         | 3 504    | 38.621            | Greg LeMond           | USA                | Claudio Chiappucci       | Itálie             | Erik Breukink            | Nizozemsko         |
| 78                                   | 1991 | 22         | 3 914    | 38.747            | Miguel Indurain       | Španělsko          | Gianni Bugno             | Itálie             | Claudio Chiappucci       | Itálie             |
| 79                                   | 1992 | 21         | 3 983    | 39.504            | Miguel Indurain       | Španělsko          | Claudio Chiappucci       | Itálie             | Gianni Bugno             | Itálie             |
| 80                                   | 1993 | 20         | 3 714    | 38.709            | Miguel Indurain       | Španělsko          | Tony Rominger            | Švýcarsko          | Zenon Jaskuła            | Polsko             |
| 81                                   | 1994 | 21         | 3 978    | 38.383            | Miguel Indurain       | Španělsko          | Pjotr Ugrjumov           | Lotyšsko           | Marco Pantani            | Itálie             |
| 82                                   | 1995 | 20         | 3 635    | 39.193            | Miguel Indurain       | Španělsko          | Alex Zülle               | Švýcarsko          | Bjarne Riis              | Dánsko             |
| 83                                   | 1996 | 21         | 3 765    | 39.227            | Bjarne Riis (dopoval) | Dánsko             | Jan Ullrich              | Německo            | Richard Virenque         | Francie            |
| 84                                   | 1997 | 21         | 3 950    | 39.237            | Jan Ullrich           | Německo            | Richard Virenque         | Francie            | Marco Pantani            | Itálie             |
| 85                                   | 1998 | 21         | 3 875    | 39.983            | Marco Pantani         | Itálie             | Jan Ullrich              | Německo            | Bobby Julich             | USA                |
| 86                                   | 1999 | 20         | 3 870    | 40.276            | Lance Armstrong       | USA                | Alex Zülle               | Švýcarsko          | Fernando Escartin        | Španělsko          |
| 87                                   | 2000 | 21         | 3 662    | 39.569            | Lance Armstrong       | USA                | Jan Ullrich              | Německo            | Joseba Beloki            | Španělsko          |
| 88                                   | 2001 | 20         | 3 458    | 40.070            | Lance Armstrong       | USA                | Jan Ullrich              | Německo            | Joseba Beloki            | Španělsko          |
| 89                                   | 2002 | 20         | 3 278    | 39.920            | Lance Armstrong       | USA                | Joseba Beloki            | Španělsko          | Raimondas Rumšas         | Litva              |
| 90                                   | 2003 | 20         | 3 427    | 40.940            | Lance Armstrong       | USA                | Jan Ullrich              | Německo            | Alexandr Vinokurov       | Kazachstán         |
| 91                                   | 2004 | 20         | 3 391    | 40.553            | Lance Armstrong       | USA                | Andreas Klöden           | Německo            | Ivan Basso               | Itálie             |
| 92                                   | 2005 | 21         | 3 593    | 41.654            | Lance Armstrong       | USA                | Ivan Basso               | Itálie             | Jan Ullrich              | Německo            |
| 93                                   | 2006 | 20         | 3 657    | 40.784            | Oscar Pereiro         | Španělsko          | Andreas Klöden           | Německo            | Carlos Sastre            | Španělsko          |
| 94                                   | 2007 | 20         | 3 570    | 39.228            | Alberto Contador      | Španělsko          | Cadel Evans              | Austrálie          | Levi Leipheimer          | USA                |
| 95                                   | 2008 | 21         | 3 559    | 40.492            | Carlos Sastre         | Španělsko          | Cadel Evans              | Austrálie          | Děnis Meňšov             | Rusko              |
| 96                                   | 2009 | 21         | 3 460    | 40.315            | Alberto Contador      | Španělsko          | Andy Schleck             | Lucembursko        | Lance Armstrong          | USA                |
| 97                                   | 2010 | 20         | 3 642    | 39.594            | Andy Schleck          | Lucembursko        | Děnis Meňšov             | Rusko              | Samuel Sánchez           | Španělsko          |
| 98                                   | 2011 | 21         | 3 630    | 39.788            | Cadel Evans           | Austrálie          | Andy Schleck             | Lucembursko        | Fränk Schleck            | Lucembursko        |
| 99                                   | 2012 | 20         | 3 497    | 39.883            | Bradley Wiggins       | Spojené království | Chris Froome             | Spojené království | Vincenzo Nibali          | Itálie             |
| 100                                  | 2013 | 21         | 3 404    | 40.542            | Chris Froome          | Spojené království | Nairo Quintana           | Kolumbie           | Joaquim Rodríguez        | Španělsko          |
| 101                                  | 2014 | 21         | 3 659    | 40.662            | Vincenzo Nibali       | Itálie             | Jean-Christophe Péraud   | Francie            | Thibaut Pinot            | Francie            |
| 102                                  | 2015 | 21         | 3 354    | 39.567            | Chris Froome          | Spojené království | Nairo Quintana           | Kolumbie           | Alejandro Valverde       | Španělsko          |
| 103                                  | 2016 | 21         | 3 525    | 39.571            | Chris Froome          | Spojené království | Romain Bardet            | Francie            | Nairo Quintana           | Kolumbie           |
| 104                                  | 2017 | 21         | 3 540    | 40.995            | Chris Froome          | Spojené království | Rigoberto Urán           | Kolumbie           | Romain Bardet            | Francie            |
| 105                                  | 2018 | 21         | 3 351    | 40.230            | Geraint Thomas        | Spojené království | Tom Dumoulin             | Nizozemsko         | Chris Froome             | Spojené království |
| 106                                  | 2019 | 21         | 3 366    | 40.595            | Egan Bernal           | Kolumbie           | Geraint Thomas           | Spojené království | Steven Kruijswijk        | Nizozemsko         |
| 107                                  | 2020 | 21         | 3 484    | 39.891            | Tadej Pogačar         | Slovinsko          | Primož Roglič            | Slovinsko          | Richie Porte             | Austrálie          |
| 108                                  | 2021 | 21         | 3 414    | 41.165            | Tadej Pogačar         | Slovinsko          | Jonas Vingegaard         | Dánsko             | Richard Carapaz          | Ekvádor            |
| 109                                  | 2022 | 21         | 3 328    | 42.026            | Jonas Vingegaard      | Dánsko             | Tadej Pogačar            | Slovinsko          | Geraint Thomas           | Spojené království |
| 110                                  | 2023 | 21         | 3 404    | 41.483            | Jonas Vingegaard      | Dánsko             | Tadej Pogačar            | Slovinsko          | Adam Yates               | Spojené království |
| 111                                  | 2024 | 21         | 3 498    | 41.82             | Tadej Pogačar         | Slovinsko          | Jonas Vingegaard         | Dánsko             | Remco Evenepoel          | Belgie             |
| 112                                  | 2025 | 21         | 3 299    | 42,74             | Tadej Pogačar         | Slovinsko          | Jonas Vingegaard         | Dánsko             | Florian Lipowitz         | Německo            |

### Vítězství jednotlivců na Tour de France
| Cyklista                  | Počet | Roky                                     |
| ------------------------- | ----- | ---------------------------------------- |
| Lance Armstrong           | 7     | 1999, 2000, 2001, 2002, 2003, 2004, 2005 |
| Jacques Anquetil          | 5     | 1957, 1961, 1962, 1963, 1964             |
| Eddy Merckx (BEL)         | 5     | 1969, 1970, 1971, 1972, 1974             |
| Bernard Hinault (FRA)     | 5     | 1978, 1979, 1981, 1982, 1985             |
| Miguel Indurain (ESP)     | 5     | 1991, 1992, 1993, 1994, 1995             |
| Chris Froome (GBR)        | 4     | 2013, 2015, 2016, 2017                   |
| Tadej Pogačar (SLO)       | 4     | 2020, 2021, 2024, 2025                   |
| Philippe Thys (BEL)       | 3     | 1913, 1914, 1920                         |
| Louison Bobet (FRA)       | 3     | 1953, 1954, 1955                         |
| Greg LeMond (USA)         | 3     | 1986, 1989, 1990                         |
| Jonas Vingegaard (DEN)    | 2     | 2022, 2023                               |
| Lucien Petit-Breton (FRA) | 2     | 1907, 1908                               |
| Firmin Lambot (BEL)       | 2     | 1919, 1922                               |
| Ottavio Bottecchia (ITA)  | 2     | 1924, 1925                               |
| Nicolas Frantz (LUX)      | 2     | 1927, 1928                               |
| André Leducq (FRA)        | 2     | 1930, 1932                               |
| Antonin Magne (FRA)       | 2     | 1931, 1934                               |
| Sylvère Maes (BEL)        | 2     | 1936, 1939                               |
| Gino Bartali (ITA)        | 2     | 1938, 1948                               |
| Fausto Coppi (ITA)        | 2     | 1949, 1952                               |
| Bernard Thévenet (FRA)    | 2     | 1975, 1977                               |
| Laurent Fignon (FRA)      | 2     | 1983, 1984                               |
| Alberto Contador (ESP)[D] | 2     | 2007, 2009                               |

### Vítězství jednotlivců na TdF - dle počtu etapových prvenství
- Tučně = aktiv

| Pořadí | Cyklista           | Stát               | Etapová prvenství |
| ------ | ------------------ | ------------------ | ----------------- |
| 1      | Mark Cavendish     | Spojené království | 35                |
| 2      | Eddy Merckx        | Belgie             | 34                |
| 3      | Bernard Hinault    | Francie            | 28                |
| 4      | André Leducq       | Francie            | 25                |
| 5      | Tadej Pogačar      | Slovinsko          | 25                |
| 6      | André Darrigade    | Francie            | 22                |
| 7      | Nicolas Frantz     | Lucembursko        | 20                |
| 8      | François Faber     | Lucembursko        | 19                |
| 9      | Jean Alavoine      | Francie            | 17                |
| 10     | Jacques Anquetil   | Francie            | 16                |
| 10     | René Le Greves     | Francie            | 16                |
| 10     | Charles Pelissier  | Francie            | 16                |
| 13     | Freddy Maertens    | Belgie             | 15                |
| 15     | Philippe Thys      | Belgie             | 13                |
| 15     | Louis Trousselier  | Francie            | 13                |
| 17     | Gino Bartali       | Itálie             | 12                |
| 17     | Mario Cipollini    | Itálie             | 12                |
| 17     | Miguel Indurain    | Španělsko          | 12                |
| 17     | Robbie McEwen      | Austrálie          | 12                |
| 17     | Erik Zabel         | Německo            | 12                |
| 17     | Peter Sagan        | Slovensko          | 12                |
| 22     | Jean Aerts         | Belgie             | 11                |
| 22     | Louison Bobet      | Francie            | 11                |
| 22     | Raffaele Di Paco   | Itálie             | 11                |
| 25     | Maurice Archambaud | Francie            | 10                |
| 25     | Charly Gaul        | Lucembursko        | 10                |
| 25     | Walter Godefroot   | Belgie             | 10                |
| 25     | André Greipel      | Německo            | 10                |
| 25     | Thor Hushovd       | Norsko             | 10                |
| 25     | Gerrie Knetemann   | Nizozemsko         | 10                |
| 25     | Antonin Magne      | Francie            | 10                |
| 25     | Henri Pelissier    | Francie            | 10                |
| 25     | Jan Raas           | Nizozemsko         | 10                |
| 25     | Joop Zoetemelk     | Nizozemsko         | 10                |

### Vítězové podle národností
| Stát               | Počet | Vítězné roky |
| ------------------ | ----- | --- |
| Francie            | 36    | 1903, 1904, 1905, 1906, 1907, 1907, 1910, 1911, 1923, 1930, 1931, 1932, 1933, 1934, 1937, 1947, 1953, 1954, 1955, 1956, 1957, 1961, 1962, 1963, 1964, 1966, 1967, 1975, 1977, 1978, 1979, 1981, 1982, 1983, 1984, 1985 Bernard Hinault |
| Belgie             | 18    | 1912, 1913, 1914, 1919, 1920, 1921, 1922, 1926, 1929, 1935, 1936, 1939, 1969, 1970, 1971, 1972, 1974, 1976 Lucien Van Impe |
| Španělsko          | 12    | 1959, 1973, 1988, 1991, 1992, 1993, 1994, 1995, 2006, 2007, 2008, 2009 Alberto Contador |
| Itálie             | 10    | 1924, 1925, 1938, 1948, 1949, 1952, 1960, 1965, 1998, 2014 Vincenzo Nibali |
| Spojené království | 6     | 2012, 2013, 2015, 2016, 2017, 2018 Geraint Thomas |
| Lucembursko        | 5     | 1909, 1927, 1928, 1958, 2010 Andy Schleck |
| Slovinsko          | 4     | 2020, 2021, 2024, 2025 Tadej Pogačar |
| Dánsko             | 3     | 1996, 2022, 2023 Jonas Vingegaard |
| USA                | 3     | 1986, 1989, 1990 Greg LeMond |
| Švýcarsko          | 2     | 1950, 1951 Hugo Koblet |
| Nizozemsko         | 2     | 1968, 1980 Joop Zoetemelk |
| Irsko              | 1     | 1987 Stephen Roche |
| Německo            | 1     | 1997 Jan Ullrich |
| Austrálie          | 1     | 2011 Cadel Evans |
| Kolumbie           | 1     | 2019 Egan Bernal |